# NGC 6389
NGC 6389 је спирална галаксија у сазвежђу Херкул која се налази на NGC листи објеката дубоког неба.
Деклинација објекта је + 16° 24' 7" а ректасцензија 17h 32m 39,7s. Привидна величина (магнитуда) објекта NGC 6389 износи 12,1 а фотографска магнитуда 12,9. NGC 6389 је још познат и под ознакама UGC 10893, MCG 3-45-1, CGCG 112-5, KARA 812, IRAS 17304+1626, PGC 60466.